# 扶桑町役場
扶桑町役場（ふそうちょうやくば）は、地方公共団体である愛知県丹羽郡扶桑町の組織が入る施設（役場）。 

## 沿革

### 扶桑村役場
1906年（明治39年）4ヶ村を合併し扶桑村となった頃は、人口およそ7、800人余り、戸数400戸余りの自治体であった。大正に入り本庁舎を建設する案が起こり、扶桑村役場は1916年（大正5年）11月18日に起工式、翌年12月10日に完成した。当時の村長は大藪勝蔵で、庁舎は扶桑町大字高雄字畑尻34-1.3にあった。 

### 扶桑町役場
1917年（大正6年）12月、扶桑村役場が建設されて以来、村民の努力により、生産も人口も増加し、村は発展の一途をたどった。戦後の混乱期も乗り切り、1960年代に入ると産業経済の高度成長に伴い、中京圏の目覚ましい発展と共に、交通の便利な扶桑は工場の誘致や住宅団地の建設等によって急激に人口が増加し、1970年代に入ると世帯数3,500戸、人口16,000人を超えた。これに伴って役場の行政事務も増大し、従来の役場庁舎では行政機関としての機能や住民サービスを果たすのに支障をきたすようになった。また、庁舎そのものも狭くて老朽化しており、町民より新庁舎建設を望む声が強くなった。1966年（昭和41年）1月、庁舎建設に関して、改築か移転かで数回にわたる審議がもたれ、結論として扶桑村創立60周年記念事業として、移転新築に決定した。同年1月26日全員協議会において庁舎建設委員が選ばれ、この事業を推進することになった。
まず、敷地の決定が重要問題であり、土地（2,000坪）の確保については、土地改良区代表委員に参加を依頼して協力を願って話を進めた。地域的な意見の相違、将来計画、交換地等の要望があって委員会は難航したが、慎重審議を重ね、ようやく現在地に決定した。1966年度予算に扶桑町役場庁舎建設費を計上し、建設に着手した。
庁舎建設の概略
- 敷地面積 - 6,538.830㎡
- 建築面積
  - 本館一階 - 1,266.938㎡
  - 本館二階 - 1,228.938㎡
  - 自転車置き場 - 84.240㎡
  - 合計 - 2,579.740㎡
- 構造・設備
  - 本館 - 鉄筋コンクリート造、二階建、一棟
  - 自転車置き場 - 鉄骨造、平屋建、一棟
  - 設備 - 電気設備、電話放送設備、火災感知器、消火栓、給配水設備、浄化槽設備、冷暖房設備など
- 建設費 - 91,185,050円
- 工期
  - 起工 - 1966年7月7日
  - 竣工 - 1967年3月31日
- 設計監督 - 株式会社永井多田建設事務所
- 施工 - 中野建設株式会社

1966年（昭和41年）7月7日起工。翌年3月31日竣工。新庁舎建設の計画を立てるにあたり、当時県内のモデル的庁舎とされた武豊町や美浜町、三好町（現：みよし市）などを視察した。行政機構の拡充や職員の増大により、1980年（昭和55年）に増改築実施。

### 新庁舎
扶桑町は2021年（令和4年）3月、学校を含む45の公共施設についてそれぞれ整備方針を定めた個別施設計画を策定。役場の庁舎を15年後に建て替えるなど今後の整備方針を明らかにした。

## 所在地
- 愛知県丹羽郡扶桑町高雄天道330番地

## 開庁時間
- 月曜日から金曜日の8時30分から17時15分（土曜日・日曜日・祝日・年末年始を除く）

## 行政機構

### 町長
鯖瀬武（さばせ たけし、2期目） - 元扶桑町役場総務部長。2020年（令和2年）4月26日に行われた町長選挙で初当選。 2024年（令和6年）4月16日、無投票で再選。
- 就任 : 2020年（令和2年）5月13日/ 任期満了日 : 2028年（令和10年）5月12日

### 副町長
北折廣幸（きたおりひろゆき、2期目） - 元扶桑町役場総務部付部長。 2021年（令和3年）4月1日就任。2025年（令和7年）4月1日再任。 
- 就任 : 2021年（令和3年）4月1日/ 任期満了日 : 2029年（令和11年）3月31日

歴代副町長
| 代 | 氏名     | 就任日                     | 退任日                     |
| -- | -------- | -------------------------- | -------------------------- |
| 1  | 関芳雄   | 2007年（平成19年）04月01日 | 2015年（平成27年）03月31日 |
| 2  | 渡辺誠   | 2015年（平成27年）04月01日 | 2019年（平成31年）03月31日 |
| 3  | 神田龍三 | 2019年（平成31年）04月01日 | 2020年（令和02年）06月30日 |
| 4  | 北折廣幸 | 2021年（令和03年）04月01日 | 現職                       |

### 総務部
| 課名       | 業務内容・担当施設                                               |
| ---------- | ---------------------------------------------------------------- |
| 秘書企画課 | 秘書、人事、広報広聴、総合計画、地方創生、ふるさと納税、国際交流 |
| 財政管財課 | 財政、町有財産、公共施設、庁舎・公用車管理                       |
| 行政課     | 条例・規則、文書、情報公開、選挙、契約・検査、電算、DX、統計     |

### 生活安全部
| 課名       | 業務内容・担当施設                                                                                                   |
| ---------- | --- |
| 税務課     | 町県民税、固定資産税・都市計画税、軽自動車税、町税の収納、自動車臨時代行                                             |
| 防災安全課 | 消防、防災、交通安全、防犯、国民保護                                                                                 |
| 地域協働課 | 住民活動、多文化共生、男女共同参画、駐在員、コミュニティ、地域公共交通、チョイソコふそう、いこいの家、学習等供用施設 |

### 健康福祉部
| 課名       | 業務内容・担当施設                                                                                             |
| ---------- | --- |
| 戸籍保険課 | 戸籍、住民登録、印鑑登録、国民年金、国民健康保険、後期高齢者医療、福祉医療                                     |
| 福祉課     | 社会福祉、生活保護、民生委員・児童委員、障害福祉、災害救助、総合福祉センター、児童発達支援事業所「つくし学園」 |
| 健康推進課 | 成人・母子保健、子育て世代包括支援センター、予防接種感染症予防、保健センター                                   |

### 産業建設部
| 課名       | 業務内容・担当施設 |
| ---------- | --- |
| 都市政策課 | 都市計画、建設許可確認、空家対策、住宅耐震、屋外広告物、街路、都市公園、緑化、駅周辺整備、企業誘致、商工、労働、消費者行政 |
| 土木農政課 | 道路等の占有、道路・水路管理、交通安全対策施設、治水対策、農政、農業委員会、土地改良                                       |
| 下水道課   | 公共下水道、都市下水路 |

### 教育部
| 課名       | 業務内容・担当施設 |
| ---------- | --- |
| 学校教育課 | 学校教育、小中学校、児童・生徒の就学、私学助成（高等学校）、学校給食共同調理場（学校給食）                                         |
| 生涯学習課 | 扶桑町中央公民館（社会教育、文化財保護）扶桑町図書館（図書業務）扶桑町総合体育館（社会体育、体育施設）扶桑文化会館（文化会館事業） |
| 子ども課   | 児童福祉、保育園、児童遊園、ひとり親家庭、児童手当、放課後児童クラブ、放課後子ども広場、扶桑町児童センター                         |

### その他
| 課名           | 業務内容・担当施設         |
| -------------- | -------------------------- |
| 議会事務局     | 扶桑町議会                 |
| 監査委員事務局 | 監査                       |
| 会計課         | 出納、愛知県証紙売りさばき |

### かつて存在した役職

#### 助役
2007年（平成19年）4月1日に施行された改正地方自治法により廃止となり、新たに副町長が設置された。
歴代助役
| 代 | 氏名       | 就任日                     | 退任日                     |
| -- | ---------- | -------------------------- | -------------------------- |
| 1  | 橋本正一   | 1949年（昭和24年）03月17日 | 1956年（昭和31年）03月31日 |
| 2  | 間宮透     | 1956年（昭和31年）09月19日 | 1963年（昭和38年）03月31日 |
| 3  | 千田昇蔵   | 1963年（昭和38年）05月04日 | 1968年（昭和43年）08月30日 |
| 4  | 大藪省次郎 | 1968年（昭和43年）10月01日 | 1971年（昭和46年）12月02日 |
| 5  | 三品実     | 1971年（昭和46年）05月15日 | 1979年（昭和54年）05月14日 |
| 6  | 高木正巳   | 1979年（昭和54年）05月15日 | 1982年（昭和57年）10月16日 |
| 7  | 千田英明   | 1982年（昭和57年）12月05日 | 1984年（昭和59年）05月08日 |
| 8  | 澤田正夫   | 1984年（昭和59年）05月25日 | 1991年（平成03年）06月15日 |
| 9  | 河田幸男   | 1991年（平成03年）07月04日 | 1999年（平成11年）04月08日 |
| 10 | 亀井政寛   | 1999年（平成11年）09月28日 | 2007年（平成19年）03月31日 |

## 庁舎

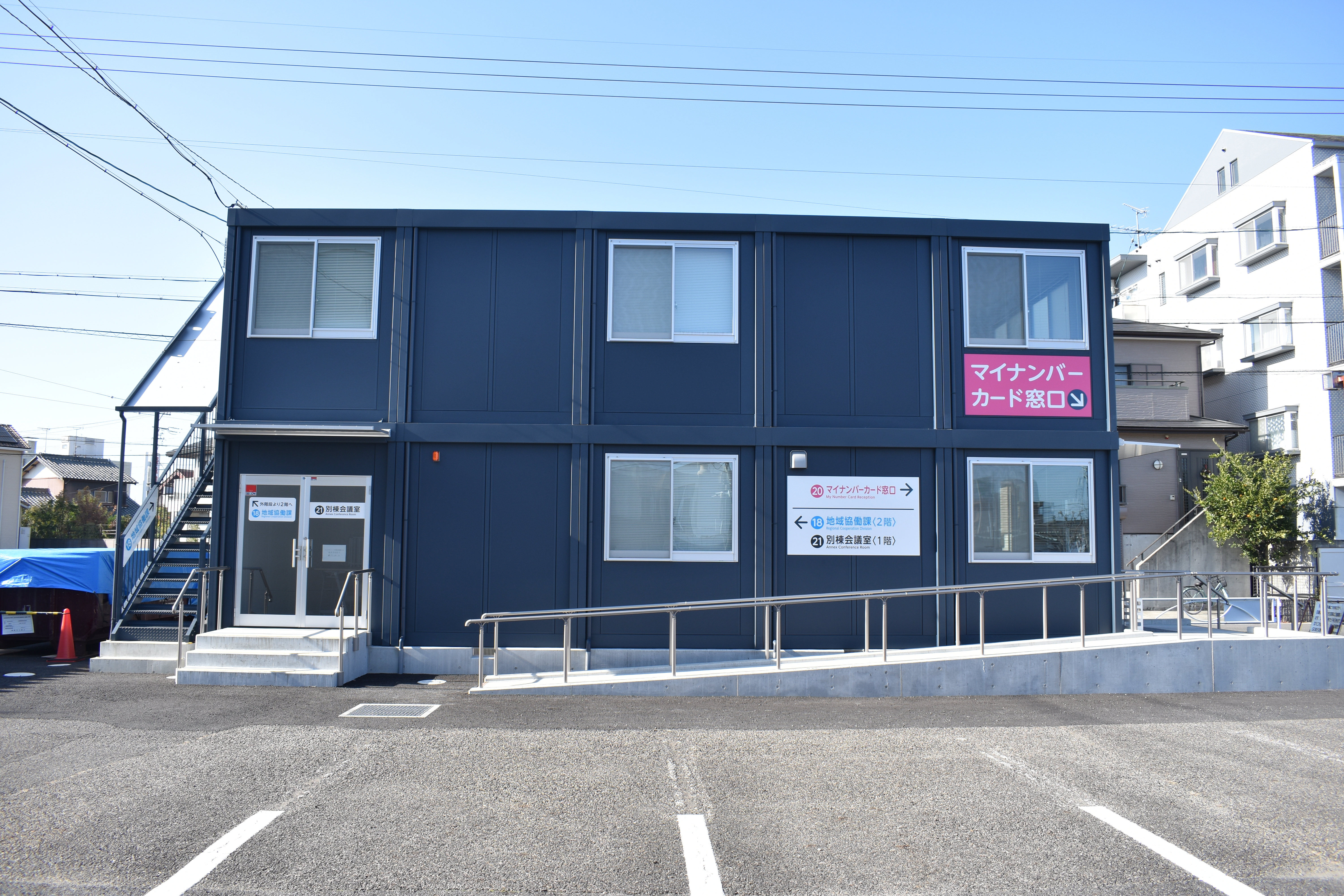
別棟事務室（地域協働課とマイナンバーカード窓口が入る。）

| 階         | 概要 |
| ---------- | --- |
| 2F         | 秘書企画課、子ども課、学校教育課、町政管財課、行政課、防災安全課、監査委員事務局、議会事務局               |
| 1F         | 戸籍保険課、長寿介護課、福祉課、環境課、土木農政課、下水道課、都市政策課、会計課、税務課、おくやみコーナー |
| 別棟事務室 | 地域協働課、マイナンバーカード窓口                                                                         |

## 財政

### 各年の予算案
2021年
| 一般会計       | 106億900万円  | 0.4% |
| 特別会計       | 59億5121万円  | 0.5% |
| 下水道事業会計 | 10億7732万円  | 7.6% |
| 総額           | 176億3754万円 | 0.4% |

| 多機能児童館整備                     | 1億4420万円 |
| プレミアム商品券発行の商工会へ補助   | 3120万円    |
| 扶桑文化会館の緞帳巻き上げ機など更新 | 1661万円    |
| 消防団のポンプ車更新                 | 2194万円    |
| 子育て世代包括支援センター事業拡大   | 332万円     |
| 小学3～6年対象に土曜教室を実施       | 186万円     |

2022年
| 一般会計       | 114億4300万円 | 7.9% |
| 特別会計       | 60億1527万円  | 1.1% |
| 下水道事業会計 | 11億7897万円  | 9.4% |
| 総額           | 186億3725万円 | 5.7% |

| 18歳までの医療費を9月から無料化          | 442万円     |
| 扶桑町児童センターの建設工事や備品購入費 | 3億2638万円 |
| 扶桑町立扶桑北中学校体育館の改修工事     | 7426万円    |
| 扶桑町町民プールを解体し、駐車場を整備   | 4800万円    |
| 高雄公園として借りている土地の購入       | 1億3544万円 |
| 町制施行70周年記念事業費                 | 835万円     |

2023年
| 一般会計 | 112億5800万円 | 1.6% |
| 特別会計 | 62億1758万円  | 3.4% |
| 企業会計 | 11億8284万円  | 0.3% |
| 総額     | 186億5842万円 | 0.1% |

| 給食費の値上げ相当分を町が負担（2023年度のみ） | 1125万円   |
| 遺児手当支給額を月額6000円に倍増（同上）       | 2916万円   |
| 扶桑町立山名小学校の改修工事                   | 1億615万円 |
| 水源跡地3ヶ所に災害用井戸を設置                | 1956万円   |
| 公用車に電気自動車（EV）2台を購入              | 643万円    |
| 長期優良住宅等定住促進補助金                   | 2000万円   |

2024年
| 一般会計 | 118億9600万円 | 5.7% |
| 特別会計 | 64億1532万円  | 3.2% |
| 企業会計 | 12億4740万円  | 5.5% |
| 総額     | 195億5872万円 | 4.8% |

| 給食費の値上げ相当分を町が負担           | 1227万円    |
| 介護保険認定者のみの世帯へのごみ出し支援 | 40万円      |
| 生活困窮者世帯へのエアコン購入費補助     | 100万円     |
| 扶桑町立高雄小学校体育館の大規模改修     | 2億3000万円 |
| 災害時用簡易トイレ袋を8800個購入         | 910万円     |
| 4小学校体育館にLPガスの空調を設置        | 1100万円    |

2025年
| 一般会計 | 133億4000万円 | 12.1% |
| 特別会計 | 64億9571万円  | 1.3%  |
| 企業会計 | 12億9367万円  | 3.7%  |
| 総額     | 211億2938万円 | 8.0%  |

| こども家庭センター事業          | 2700万円    |
| こども誰でも通園制度の実施      | 547万円     |
| 水道料金を4ヶ月分免除           | 4862万円    |
| 小中学校の給食費を1食50円補助   | 2541万円    |
| 4小学校体育館にエアコンなど設置 | 2億9431万円 |
| 女性がんの無料受診対象拡大など  | 2239万円    |
| タクシー料金助成事業            | 1533万円    |

## 行政改革

### 組織改編
2022年（令和4年）12月20日、扶桑町議会で扶桑町役場の組織改編に関する条例の改正案が可決された。「生活安全部」「教育部」を新設するなど全庁的に組織を改編し、2023年（令和5年）4月1日から新体制で行政運営に取り組む。2007年度以来の大きな機構改革で、社会情勢の変化に合わせて業務を集約、効率化するという。教育部には、保育園などを所管する「子ども課」と小中学校を担当する「学校教育課」を入れ、小学校入学後に学校生活になじめない「小一プロブレム」の解消などに連携して取り組む。このほか大半の課が新たな名称になり、担当する業務も変わる。 

### ダイヤルインの導入
2023年（令和5年）10月1日から、電話が各課に直接つながる「ダイヤルイン」を導入した。これまでは必ず電話交換手を通す必要があり、複数の電話が同時にかかると待ち時間が発生していた。今後はつながりにくさの解消や、交換手を通す手間が省けるようになる。町には電話が1日におよそ300から400件あり、電話に出る交換手は1人。午前中などは「電話が大変混み合っております」とアナウンスが流れることが日常的にあった。特に新型コロナウイルスのワクチン接種が始まった時などは問い合わせが集中し、「なかなか電話がつながらない」と苦情も相次いだ。また、町役場からの電話は全て代表電話番号で表示されていたため、どこの部署からかかってきたのか分からず、不在着信の折り返しができないなどの不便もあった。ダイヤルインは、江南市などを除き、ほとんどの市町村が既に導入。町は各課や各グループごとに回線を用意した。

### 仕事始め式の廃止
扶桑町では長年、新年の業務開始日に幹部を集め、町長が訓示を述べる「仕事始め式」を行っていたが、2024年（令和6年）から廃止した。休み方改革の一環で、職員が年末年始と合わせて長期休暇を取りやすくするねらいがある。年末の仕事納め式は既に2019年から廃止されていた。

## 交通アクセス
- 名鉄犬山線扶桑駅から徒歩3分[19]。

## 出身者
- 河田幸男（第8代扶桑町長） - 元助役
- 鯖瀬武（第11代扶桑町長） - 元総務部長
- 藤川政人（参議院議員、元財務副大臣、元総務大臣政務官、元自由民主党愛知県連会長） - 元企画係長